# Communauté de communes du Sud Avesnois
Die Communauté de communes du Sud Avesnois ist ein französischer Gemeindeverband mit der Rechtsform einer Communauté de communes im Département Nord in der Region Hauts-de-France. Sie wurde am 31. Dezember 2013 gegründet und umfasst zwölf Gemeinden. Sie entstand durch die Fusion der Communauté de communes Guide du pays de Trélon und der Communauté de communes Action Fourmies et environs. Der Verwaltungssitz befindet sich im Ort Fourmies.

## Mitgliedsgemeinden
| Gemeinde                               | Einwohner 1. Januar 2022 | Fläche km² | Dichte Einw./km² | Code INSEE | Postleitzahl |
| -------------------------------------- | ------------------------ | ---------- | ---------------- | ---------- | ------------ |
| Anor                                   | 3.152                    | 22,24      | 142              | 59012      | 59186        |
| Baives                                 | 161                      | 7,98       | 20               | 59045      | 59132        |
| Eppe-Sauvage                           | 229                      | 16,67      | 14               | 59198      | 59132        |
| Féron                                  | 509                      | 13,39      | 38               | 59229      | 59610        |
| Fourmies                               | 11.528                   | 22,98      | 502              | 59249      | 59610        |
| Glageon                                | 1.732                    | 11,77      | 147              | 59261      | 59132        |
| Moustier-en-Fagne                      | 61                       | 7,13       | 9                | 59420      | 59132        |
| Ohain                                  | 1.185                    | 11,88      | 100              | 59445      | 59132        |
| Trélon                                 | 2.642                    | 39,15      | 67               | 59601      | 59132        |
| Wallers-en-Fagne                       | 274                      | 7,79       | 35               | 59633      | 59132        |
| Wignehies                              | 2.813                    | 13,86      | 203              | 59659      | 59212        |
| Willies                                | 128                      | 4,14       | 31               | 59661      | 59740        |
| Communauté de communes du Sud Avesnois | 24.414                   | 178,98     | 136              | –          | –            |